# سينهيمه

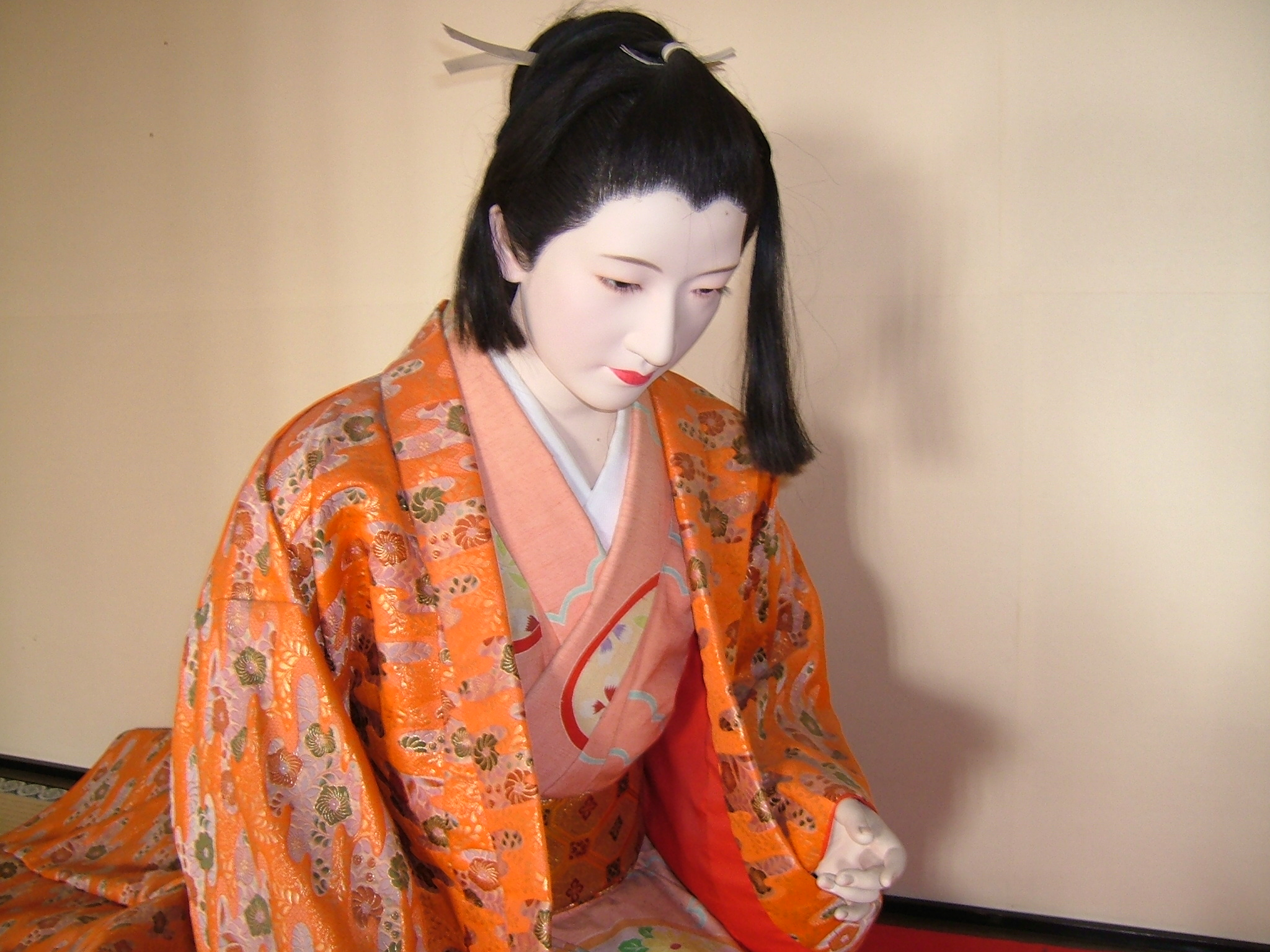
دمية لسينهيمه في قلعة هيميجي.

سينهيمه أو الأميرة سين (باليابانية: 千姫) عاشت في الفترة بين (26 مايو 1597 - 6 فبراير 1666) كانت عي البنت الكبرى للشوغون توكوغاوا هيده-تادا وزوجته أويو. ولدت في فترة المقاطعات المتحاربة في التاريخ الياباني. وكان جدها هو مؤسس شوغونية توكوغاوا الشوغون توكوغاوا إياسو، وكانت جدها لأمها أختا لأودا نوبوناغا.